# Speocera javana
Speocera javana is een spinnensoort uit de familie Ochyroceratidae. De soort komt voor in Java.